# Legienstraße (metrostation)
Legienstraße is een metrostation in het stadsdeel Horn van de Duitse stad Hamburg. Het station werd geopend op 24 september 1967 en wordt bediend door de lijnen U2 en U4 van de metro van Hamburg.